# Radolfzeller Aachmündung
Die Radolfzeller Aachmündung ist ein Naturschutzgebiet auf dem Gebiet der Stadt Radolfzell am Bodensee und der Gemeinde Moos im Landkreis Konstanz in Baden-Württemberg. Es umfasst knapp 69 Hektar der Ufer- und Flachwasserzone im Mündungsbereich der Radolfzeller Aach und wurde 1996 als Naturschutzgebiet ausgewiesen. 